# 홍유라 (1990년)
홍유라(1990년 8월 5일 ~ )은 대한민국의 기자, 앵커이다.
- 동갑내기 기자 앵커 정하니가 대신 진행 하였다.

## 학력
- 고등학교 2006년 3월 고등학교 1학년 입학 ~ 2009년 2월 졸업
- 성균관대학교 신문방송학과 2009년 ~ 2015년

## 경력
- 2014년 1월 ~ 2015년 7월 홍유라 배꼽 란제리 피팅 모델 데뷔
- 2015년 9월 아시아경제 신문기자로 입사
- 2017년 채널A 로 이직하여 방송기자로 활동 시작
- 채널A 사회부 기자
- 채널A 뉴스A LIVE(일요일) 앵커
- 채널A 메인뉴스 뉴스A (평일) 앵커

## 진행 프로그램
- 2017년 채널A 뉴스A